# Els intocables d'Eliot Ness
Els intocables d'Eliot Ness (1987), dirigida per Brian De Palma, és una pel·lícula que segueix l'agent federal Eliot Ness (Kevin Costner) i el seu grup de policies incorruptibles mentre intenten desmantellar l'imperi criminal d'Al Capone (Robert De Niro) durant l'època de la Llei Seca a Chicago. Ha estat doblada al català. Amb un estil visual espectacular, la pel·lícula combina suspens i acció, destacant la interpretació de Sean Connery, que va guanyar l'Oscar com a millor actor secundari pel seu paper de Jim Malone. La pel·lícula va ser un èxit de taquilla i va deixar una empremta significativa en la cultura popular. Tot i la seva acollida comercial i crítica, el film conté diversos anacronismes, com l'ús de cigarretes amb filtre i vehicles de disseny posterior a la dècada del 1930.